# ترجمان الأشواق (مسلسل)
ترجمان الأشواق مسلسل تلفزيوني سوري درامي.

## القصة
يروي المسلسل قصة ثلاث أصدقاء اعتنقوا الفكر اليساري، وتفرقت بهم مسارات الحياة، فاعتنق أحدهم الفكر الصوفي، وحافظ الثاني على مبادئه اليسارية مما جلب عليه المتاعب، وهجر الثالث خارج سوريا، وبعد نشوب الحرب الأهلية في سوريا، يعود الصديق الثالث للبحث عن ابنته المفقودة.

## طاقم العمل
- عباس النوري
- غسان مسعود
- شكران مرتجى
- سلمى المصري
- ثناء دبسي
- فايز قزق
- حسام تحسين بيك

## هوامش
- كان من المفترض أن يتم عرض المسلسل في موسم رمضان عام 2017، لكن بسبب ظروف التصوير وعدم الانتهاء من العمل تم تأجيله لموسم رمضان عام 2018، لكن رقابة التلفزيون السوري والتي تتبعها شركة الإنتاج المنتجة للمسلسل قررت عدم عرضة على الرغم من تسويقه وذلك لأسباب رقابية، وتم بعد ذلك إضافة بعض التعديلات وإعادة المونتاج ليتقرر عرضه بعام 2019.

## وصلات خارجية
- صفحة مسلسل ترجمان الأشواق على موقع السينما.كوم